# Jotín (Sumy)
Jotín (en ucraniano: Хотінь; en ruso: Хотень, romanizado: Jotén) es un pueblo ucraniano perteneciente al óblast de Sumy. Situado en el norte del país, es parte del raión de Sumy y centro del municipio (hromada) homónimo.

## Toponimia
Hasta 1957, el nombre del lugar era Mikoláivka-Virivska (en ucraniano: Миколаївка-Вирівська, romanizado: Mykoláivka-Vyryvska). Entre 1957 y 2016 se denominó Zhovtneve (en ucraniano: Жовтневе; en ruso: Жовтневое, romanizado: Zhovtnévoye) en honor a la Revolución de Octubre, hasta que fue cambiado por las leyes de descomunización de Ucrania.

## Geografía
Jotín se encuentra a orillas del río Oleshnia, un afluente derecho del río Psel, a 25 km de Sumy y cerca de la frontera con Rusia. 

## Historia
Jotín fue fundada a finales del siglo XVII por Gerasim Kondrátiev. A principios del siglo XIX, el consejero privado Mijáil Comburley encargó al arquitecto Giacomo Quarenghi un proyecto para una nueva propiedad, según el cual se construyó un lujoso palacio de 87 habitaciones y se dispuso un parque. En esos años el pueblo era el centro del vólost homónimo del uyezd de Sumy de la gobernación de Járkov del Imperio ruso. En la segunda mitad del siglo, pasó a manos del conde Pável Stroganov.
En 1918, el conjunto del palacio de Jotín fue destruido por un incendio. De él se conservan dos alas laterales, que actualmente albergan la escuela secundaria local.  
Durante la Segunda Guerra Mundial, el pueblo estuvo ocupada por las tropas de la Wehrmacht entre el 15 de octubre de 1941 y el 2 de septiembre de 1943.
Jotín recibió el estatus de asentamiento de tipo urbano en 1968. En 2023, Jotín perdió el estatus de asentamiento de tipo urbano en la legislación ucraniana debido a la eliminación de este estatus administrativo.
Durante la invasión rusa de Ucrania, las autoridades ucranianas afirmaron que dos hermanos fueron asesinados a tiros por un grupo de sabotaje ruso que se había infiltrado en la aldea.En agosto de 2024 el pueblo sufrió numerosos bombardeos rusos.

## Demografía
La evolución de la población de Jotín entre 1959 y 2022 fue la siguiente:
| 2755                                                          | 3980 | 3770 | 2558 | 2468 | 2445 | 2290 |
| (Fuente: Cities & Towns of Ukraine y UKRAINE: Größere Städte) |      |      |      |      |      |      |

Según el censo de 2001, la lengua materna de la mayoría de los habitantes, el 94,3%, es el ucraniano; del 5,31% es el ruso.

## Infraestructura

### Transporte
El asentamiento tiene acceso a la autopista H07, que va hacia el sur hasta Sumy, Romní y Kiev. La misma autopista va hacia el norte hasta la frontera rusa y cruza la frontera hasta Sudzha y Kursk.  